# Ямйолки-Пйотровента
Ямйо́лки-Пйотрове́нта (пол. Jamiołki-Piotrowięta) — село в Польщі, у гміні Соколи Високомазовецького повіту Підляського воєводства.
Населення — 139 осіб (2011).
У 1975—1998 роках село належало до Ломжинського воєводства.

## Демографія
Демографічна структура станом на 31 березня 2011 року:
|          | Загалом | Допрацездатний вік | Працездатний вік | Постпрацездатний вік |
| -------- | ------- | ------------------ | ---------------- | -------------------- |
| Чоловіки | 72      | 17                 | 39               | 16                   |
| Жінки    | 67      | 17                 | 28               | 22                   |
| Разом    | 139     | 34                 | 67               | 38                   |